# Ляпис-лазурное
«Ля́пис-лазу́рное» — ювелирное яйцо, изготовленное фирмой Карла Фаберже в 1886 году. Данных о заказчике и первом владельце нет. Хранится в художественном музее, Кливленд (США).

## Описание
Ювелирное пасхальное «Ляпис-лазурное» яйцо изготовлено из ляпис-лазури, эмалировано золотой, синей, бело-жёлтой эмалью, украшено жемчугом, рубинами и алмазами. В желтке ювелирного яйца помещается миниатюрная императорская корона и рубиновая подвеска.
Практически повторяет тип «Курочка» (1885) императорской серии пасхальных яиц ювелирного дома Карла Фаберже. В течение долгого времени предполагалось, что пасхальное яйцо «Ляпис-лазурное» является одним из серии императорских пасхальных яиц фирмы Фаберже. Однако, детальное исследование доказало, что для него нет места в ряду Императорских пасхальных яиц. Согласно известному соглашению между Императором России и Карлом Фаберже о том, что ни одно пасхальное яйцо императорской серии не может быть повторено, яйцо из ляпис-лазури, несмотря на наличие сюрприза-короны не может быть императорским. Возможно, оно предназначалось или принадлежало одному из членов императорской семьи. Кроме того, ювелирное пасхальное яйцо «Курочка Кельха», изготовленное в 1898 году Михаилом Перхиным для Варвары Кельх, практически копирует яйцо из ляпис-лазури (1886).

## Сюрприз
«Ляпис-лазурное» ювелирное пасхальное яйцо содержит желток, внутри которого помещается миниатюрная императорская корона и подвеска в виде рубинового яйца.

## Владельцы
Яйцо изготовлено в Санкт-Петербурге ювелирным домом Карла Фаберже в 1886 году. Данных о первом владельце нет. В тридцатых годах двадцатого столетия продано одной из пяти крупнейших коллекционеров изделий фирмы Фаберже тридцатых годов India Early Minshall, которая приобрела кроме «Ляпис-лазурного» (1886) ещё и Триптих Красный крест (1915) из серии императорских ювелирных пасхальных яиц. В 1965 подарено Кливлендскому музею искусства, штат Огайо, Соединённые Штаты Америки. Хранится в художественном музее, Кливленд (США).